# Chiesa della Beata Vergine Assunta (Mornago)
La chiesa della Beata Vergine Assunta è la parrocchiale di Crugnola, frazione di Mornago, in provincia di Varese e arcidiocesi di Milano; fa parte del decanato di Somma Lombardo.

## Storia
Molte tracce della presenza di una chiesa a Crugnola si trovano nell'archivio diocesano di Milano. Le più significative riguardano le catalogazioni a partire dall'XI secolo riguardanti la pieve di Arsago, di cui Crugnola (all'epoca Colognola) faceva parte.
Nel 1398 nei registri delle rendite della pieve di Arsago si trova: "Cappella di S. Maria di Colognola L. 6 S.98 D. 3 (ovvero lire 6, soldi 98, denari 3)". Nel 1455 si segnala in Crugnola una cappella o chiesa "Santa Maria di Crugnola" che ha un valore medio di 25 (lire), e accudita dal preposto Francesco di Cardano, il quale vi giunge due volte con un carro. 
Nel 1564 il gesuita Lionetto di Clivone, in visita alle pievi dell'attuale provincia di Varese, attesta l'esistenza nella pieve di Arsago di due chiese contigue, la prima dedicata a San Giulio di Orta e l'altra a Santa Maria Assunta, che funge da parrocchiale e che così è descritta: "lunga braccia 22 e larga 13, con tre altari, ma senza campanile". A quei tempi le due chiese versavano una duplice elargizione annua, il giorno di San Giulio (31 gennaio) ed il giorno dell'Assunta (15 agosto). I proventi venivano ricavati dall'affitto dei campi di proprietà della Curia di Milano.
Dal 1569 in poi le informazioni riguardanti la chiesa di Crugnola provengono direttamente dall'arcivescovo San Carlo Borromeo, comunicate al vicario foraneo di Arsago Seprio, pieve da cui Crugnola dipendeva. Ai tempi di San Carlo la chiesa di Santa Maria Assunta ottenne l'autonomia religiosa, diventando una parrocchia a tutti gli effetti. 
La chiesetta più antica cadde in disuso verso la metà degli anni '50, dopo la morte dello storico parroco don Giuseppe Tosi (a Crugnola dal 1908 al 1956) le cui spoglie mortali riposano presso il cimitero del paese. La chiesa principale subì vari ammodernamenti nel corso dei secoli. Ad oggi risulta assai difficile reperire documentazioni inerenti ai lavori di costruzione ed ammodernamento dell'edificio religioso.
Tuttavia, fino al XVIII secolo era documentata per iscritto un'interessante leggenda secondo la quale fu San Giulio di Orta ad edificare nel IV secolo una chiesa a Crugnola. Quello che è certo è che l'attuale parrocchiale presenta una volta costruita nel XVI secolo, mentre la struttura originaria prevedeva una semplice capriata con travi a vista. Ciò lo si desume anche dal materiale fotografico antecedente agli anni '50 del '900, quando don Giuseppe Tosi, con il contributo dalla popolazione, portò a termine la facciata, che nella parte superiore presentava pietre a vista ed un ampio finestrone, ora mascherato da una finta bifora. Tale antica apertura aveva il compito di illuminare l'ambiente sacro. L'apertura fu resa inutile a partire dal '500, giacché essa si venne a trovare al di sopra della volta in muratura, tuttora esistente. Questi fatti permettono di datare la struttura principale della chiesa intorno al '300/'400.
È verosimile pensare, però, che il primo nucleo di questo edificio sia ancora più antico. Infatti, nel piccolo ambiente di raccordo tra il campanile (dotato di un concerto ambrosiano di tre campane, di cui due fuse da Felice Bizzozero) ed il presbiterio sono presenti delle decorazioni a graffiti (analoghe a quelle della controfacciata) e dei resti di archi affrescati chiaramente anteriori all'impianto barocco della chiesa. Ciò lascia supporre che la chiesa, prima del Concilio di Trento e della costruzione della navata, fosse orientata secondo l'asse nord-sud e che, con l'espandersi dell'antico villaggio, l'edificio sacro sia stato ampliato lungo il muro ovest (ove sorge la navata). Una datazione più antica della zona presbiteriale può trovare un avallo osservando l'antica trabeazione del tetto, al di sopra della volta. Sopra alla navata il tetto ha un'altezza maggiore rispetto a quella che esso presenta al di sopra del presbiterio.
Un'altra antica leggenda, tuttora ricordata dagli anziani del luogo, rende ancora più interessante gli edifici sacri di Crugnola. Si narra, infatti, che il cascinale, sito ai piedi della collina, sopra la quale sorgono le due chiese, noto con il nome di stal da bass ("stalla di sotto") fosse stato anticamente un convento maschile. Questa leggenda era rafforzata dalla presenza nell'antico ossario, attiguo alla chiesa principale ed ora defunzionalizzato, di alcuni teschi sormontati da copricapi religiosi. Inoltre, la medesima leggenda parla di un antico passaggio sotterraneo che collegava il convento alla chiesa.
Infine, il territorio circostante le due chiese era anticamente adibito a camposanto (solo in epoca napoleonica i cimiteri verranno collocati al di fuori dei centri abitati) e nella chiesetta attualmente in disuso sono ancora visibili i due ossari (anch'essi inutilizzati da più di un secolo).
Nei secoli XIX e XX la parrocchia rimase sempre inserita nella pieve e vicariato foraneo di Arsago, fino alla revisione della struttura territoriale dell'arcidiocesi, avvenuta tra il 1971 ed il 1972, quando fu inclusa nel nuovo vicariato foraneo, poi decanato di Somma Lombardo. Dal 1º novembre 2010 al 14 novembre 2022 la parrocchia fece parte della comunità pastorale "Maria Regina della Famiglia".

## Descrizione

### Facciata
La facciata a capanna della chiesa è caratterizzata da una parte centrale che appare come il prospetto principale di un edificio più piccolo, avente un ampio rosone cieco. Intorno alla parte centrale si erge il resto della facciata, che si configura come se fosse un ampliamento, con analogo profilo di gronda e una grande bifora cieca nella parte superiore.